# Seconda Divisione FIDAF 2019
La Seconda Divisione FIDAF 2019 è la 12ª edizione del campionato di football americano di Seconda Divisione organizzato dalla FIDAF (36ª edizione del campionato di secondo livello). Vi partecipano 19 squadre. Il campionato è diviso in tre gironi, uno formato da 9 team, gli altri da 5.

## Squadre partecipanti
Le modifiche nell'organico rispetto all'edizione 2018 sono le seguenti:
- Gli Warriors Bologna sono stati promossi in Prima Divisione
- il 17 ottobre 2018 Rhinos Milano hanno annunciato di aver rinunciato a giocare in Prima Divisione, scegliendo invece di disputare la Seconda Divisione[1][2]; la domanda di partecipazione a questo campionato è stata accolta il successivo 6 novembre[3].
- il 31 ottobre 2018 le Aquile Ferrara hanno reso noto di aver chiesto di partecipare al bando per l'ammissione alla Seconda Divisione[4]; la domanda di promozione è stata accolta il successivo 6 novembre[3].
- I Chiefs Ravenna, i Crusaders Cagliari, i Frogs Legnano, i Mad Bulls Barletta e i West Coast Raiders sono iscritti al CIF9 2019.
- I Knights Sant'Agata non partecipano ai campionati 2019; si sono invece iscritti al torneo AICS/IAAFL a 5 giocatori.

| Club                          | Città                      | Stadio                 | Sponsor ufficiale | Risultato nella stagione 2018                           |
| ----------------------------- | -------------------------- | ---------------------- | ----------------- | ------------------------------------------------------- |
| Aquile Ferrara                | Ferrara                    |                        | Dimedia srl       | Quarti di Conference di Terza Divisione                 |
| Bengals Brescia               | Brescia                    |                        |                   | 3º posto in regular season Seconda Divisione (girone F) |
| Blue Storms Busto Arsizio     | Busto Arsizio (VA)         |                        |                   | Semifinalisti                                           |
| Braves Bologna                | Bologna                    |                        |                   | 3º posto in regular season Seconda Divisione (girone A) |
| Cavaliers Castelfranco Veneto | Castelfranco Veneto (TV)   |                        |                   | 3º posto in regular season Seconda Divisione (girone E) |
| Daemons Cernusco              | Cernusco sul Naviglio (MI) | Centro Sportivo Scirea |                   | Quarti di finale                                        |
| Gorillas Varese               | Varese                     |                        |                   | 3º posto in regular season Seconda Divisione (girone C) |
| Hammers Monza Brianza         | Desio (MB)                 |                        |                   | Wild Card                                               |
| Hogs Reggio Emilia            | Reggio Emilia              |                        |                   | Quarti di finale                                        |
| Mastiffs Canavese             | Ivrea (TO)                 |                        |                   | 3º posto in regular season Seconda Divisione (girone D) |
| Mastini Verona                | Pescantina (VR)            |                        | AGSM              | Quarti di finale                                        |
| Pretoriani Roma               | Roma                       |                        |                   | Finalisti                                               |
| Red Jackets Sarzana           | Sarzana (SP)               |                        |                   | 4º posto in regular season Seconda Divisione (girone F) |
| Rhinos Milano                 | Milano                     |                        |                   | 7º posto in regular season Prima Divisione              |
| Saints Padova                 | Padova                     | Stadio Plebiscito      |                   | Semifinalisti                                           |
| Sentinels Isonzo              | Ronchi dei Legionari       |                        |                   | 4º posto in regular season Seconda Divisione (girone E) |
| Sharks Palermo                | Palermo                    |                        |                   | Wild Card                                               |
| Skorpions Varese              | Varese                     |                        |                   | Wild Card                                               |
| Vipers Modena                 | Modena                     |                        |                   | Quarti di finale                                        |

## Stagione regolare

### Calendario

#### 1ª giornata
| Pescantina 23 febbraio 2019, ore 20:30 | Mastini Verona | 35 – 7 (0-0 7-7 14-0 14-0) referto | Sentinels Isonzo | Velodromo San Lorenzo (108 spett.)\| Arbitro: \| Tomaz \| |
| Arbitro:                               | Tomaz          |                                    |                  |                                                           |

| Padova 24 febbraio 2019, ore 14:45 | Saints Padova | 24 – 18 (0-6 7-6 7-0 10-6) referto | Aquile Ferrara | Stadio Plebiscito (100 spett.)\| Arbitro: \| Tomaz \| |
| Arbitro:                           | Tomaz         |                                    |                |                                                       |

| Roma 24 febbraio 2019, ore 15:10 | Pretoriani Roma | 42 – 6 (7-0 21-6 7-0 7-0) referto | Red Jackets Sarzana | C.S. Gentili (400 spett.)\| Arbitro: \| Colombo \| |
| Arbitro:                         | Colombo         |                                   |                     |                                                    |

#### 2ª giornata
| Varese 2 marzo 2019, ore 18:00 | Gorillas Varese | 15 – 21 (0-7 0-7 7-7 8-7) referto | Hammers Monza Brianza | Jungle Field Nicolò De Peverelli (300 spett.) |

| Pescantina 2 marzo 2019, ore 20:30 | Mastini Verona | 28 – 3 (0-3 7-0 7-0 14-0) referto | Aquile Ferrara | Velodromo San Lorenzo (90 spett.)\| Arbitro: \| S. d'Amato \| |
| Arbitro:                           | S. d'Amato     |                                   |                |                                                               |

| Bologna 2 marzo 2019, ore 21:00 | Braves Bologna | 26 – 20 (6-0 13-6 0-8 7-6) referto | Vipers Modena | KPRO Stadium (90 spett.)\| Arbitro: \| F. Garlaschi \| |
| Arbitro:                        | F. Garlaschi   |                                    |               |                                                        |

| Rivarolo Canavese 2 marzo 2019, ore 21:00 | Mastiffs Canavese | 0 – 42 (0-0 0-28 0-0 0-14) referto | Daemons Cernusco | C.S. Grande Torino (100 spett.)\| Arbitro: \| A. Gentile \| |
| Arbitro:                                  | A. Gentile        |                                    |                  |                                                             |

| Palermo 3 marzo 2019, ore 14:01 | Sharks Palermo | 24 – 20 (7-0 6-6 0-7 11-7) referto | Bengals Brescia | C.S. Tommaso Natale (200 spett.)\| Arbitro: \| Cuppari \| |
| Arbitro:                        | Cuppari        |                                    |                 |                                                           |

| Sarzana 3 marzo 2019, ore 14:30 | Red Jackets Sarzana | 6 – 29 (0-13 0-16 0-0 6-0) referto | Hogs Reggio Emilia | C.S. Isoppo (80 spett.)\| Arbitro: \| R. Passalacqua \| |
| Arbitro:                        | R. Passalacqua      |                                    |                    |                                                         |

| Bienate 3 marzo 2019, ore 15:00 | Blue Storms Busto Arsizio | 6 – 7 (0-0 6-0 0-0 0-7) referto | Skorpions Varese | C.S. Bienate (270 spett.)\| Arbitro: \| G. Rizzello \| |
| Arbitro:                        | G. Rizzello               |                                 |                  |                                                        |

#### 3ª giornata
| Vedano Olona 9 marzo 2019, ore 18:30 | Skorpions Varese | 10 – 24 (0-7 3-7 7-7 0-3) referto | Rhinos Milano | Campo Sportivo Comunale (120 spett.)\| Arbitro: \| B. Jovanovic \| |
| Arbitro:                             | B. Jovanovic     |                                   |               |                                                                    |

| Monfalcone 9 marzo 2019, ore 19:56 | Sentinels Isonzo | 20 – 17 (0-3 13-0 7-14 0-0) referto | Cavaliers Castelfranco Veneto | Stadio O. Cosulich (145 spett.)\| Arbitro: \| Cuppari \| |
| Arbitro:                           | Cuppari          |                                     |                               |                                                          |

| Brescia 9 marzo 2019, ore 20:30 | Bengals Brescia | 41 – 35 (14-12 7-15 6-0 14-8) referto | Gorillas Varese | Centro Sportivo "Enrico Chico Nova" (200 spett.)\| Arbitro: \| G. Rizzello \| |
| Arbitro:                        | G. Rizzello     |                                       |                 |                                                                               |

| Cernusco sul Naviglio 9 marzo 2019, ore 21:00 | Daemons Cernusco | 24 – 9 (9-0 0-3 8-0 7-6) referto | Blue Storms Busto Arsizio | C.S. Gaetano Scirea (100 spett.)\| Arbitro: \| Camossa \| |
| Arbitro:                                      | Camossa          |                                  |                           |                                                           |

#### 4ª giornata
| Varese 16 marzo 2019, ore 18:30 | Gorillas Varese | 35 – 20 (13-0 8-8 6-6 8-6) referto | Sharks Palermo | Jungle Field Nicolò De Peverelli (200 spett.) |

| Scandiano 16 marzo 2019, ore 20:00 | Hogs Reggio Emilia | 24 – 22 (0-7 14-0 7-7 3-8) referto | Pretoriani Roma | Stadio Andrea Torelli (200 spett.)\| Arbitro: \| Zampedri \| |
| Arbitro:                           | Zampedri           |                                    |                 |                                                              |

| Pescantina 16 marzo 2019, ore 20:20 | Mastini Verona | 20 – 13 (7-0 0-7 6-0 7-6) referto | Saints Padova | Velodromo San Lorenzo (100 spett.)\| Arbitro: \| Tomaz \| |
| Arbitro:                            | Tomaz          |                                   |               |                                                           |

| Rivarolo Canavese 16 marzo 2019, ore 21:00 | Mastiffs Canavese | 13 – 55 (0-13 7-14 6-13 0-15) referto | Bengals Brescia | C.S. Grande Torino (100 spett.)\| Arbitro: \| A. Gentile \| |
| Arbitro:                                   | A. Gentile        |                                       |                 |                                                             |

| Modena 17 marzo 2019, ore 14:30 | Vipers Modena | 21 – 6 (7-0 8-6 6-0 0-0) referto | Red Jackets Sarzana | Polisportiva Saliceta San Giuliano |

| Castelfranco Veneto 17 marzo 2019, ore 15:00 | Cavaliers Castelfranco Veneto | 36 – 42 (d.t.s.) (6-14 9-6 7-0 14-16 0-6) referto | Aquile Ferrara | C.S. Comunale (100 spett.)\| Arbitro: \| P. Moglia \| |
| Arbitro:                                     | P. Moglia                     |                                                   |                |                                                       |

#### 5ª giornata
| Vedano Olona 23 marzo 2019, ore 12:00 | Skorpions Varese | 28 – 21 (0-14 20-7 8-0 0-0) referto | Sharks Palermo | Campo Sportivo Comunale (100 spett.)\| Arbitro: \| B. Jovanovic \| |
| Arbitro:                              | B. Jovanovic     |                                     |                |                                                                    |

| Ferrara 24 marzo 2019, ore 14:30 | Aquile Ferrara | 44 – 34 (7-7 14-14 14-0 9-13) referto | Sentinels Isonzo | Mike Wyatt Field (95 spett.)\| Arbitro: \| S. Bernini \| |
| Arbitro:                         | S. Bernini     |                                       |                  |                                                          |

| Padova 24 marzo 2019, ore 14:30 | Saints Padova | 44 – 33 (10-0 14-14 20-7 0-13) referto | Cavaliers Castelfranco Veneto | Stadio Plebiscito (100 spett.)\| Arbitro: \| B. Jovanovic \| |
| Arbitro:                        | B. Jovanovic  |                                        |                               |                                                              |

| Sarzana 24 marzo 2019, ore 14:45 | Red Jackets Sarzana | 16 – 14 (0-0 0-14 8-0 8-0) referto | Braves Bologna | C.S. Isoppo (50 spett.)\| Arbitro: \| R. Passalacqua \| |
| Arbitro:                         | R. Passalacqua      |                                    |                |                                                         |

| Pero 24 marzo 2019, ore 15:00 | Rhinos Milano | 30 – 7 (7-0 9-7 7-0 7-0) referto | Daemons Cernusco | Stadio Comunale Gianni Brera (100 spett.)\| Arbitro: \| Camossa \| |
| Arbitro:                      | Camossa       |                                  |                  |                                                                    |

| Roma 24 marzo 2019, ore 15:00 | Pretoriani Roma | 31 – 22 (14-0 10-14 7-0 0-8) referto | Vipers Modena | C.S. Gentili (400 spett.)\| Arbitro: \| Colombo \| |
| Arbitro:                      | Colombo         |                                      |               |                                                    |

| Bienate 24 marzo 2019, ore 15:05 | Blue Storms Busto Arsizio | 10 – 17 (0-0 0-3 7-3 3-7) referto | Hammers Monza Brianza | C.S. Bienate (150 spett.)\| Arbitro: \| Cuppari \| |
| Arbitro:                         | Cuppari                   |                                   |                       |                                                    |

#### Recuperi 1
| Scandiano 30 marzo 2019, ore 20:00 | Hogs Reggio Emilia | 37 – 33 (7-7 7-7 7-12 16-7) referto | Braves Bologna | Stadio Andrea Torelli (200 spett.)\| Arbitro: \| F. Garlaschi \| |
| Arbitro:                           | F. Garlaschi       |                                     |                |                                                                  |

#### 6ª giornata
| Bologna 6 aprile 2019, ore 15:15 | Braves Bologna  | 7 – 37 (0-14 7-0 0-13 0-10) referto | Pretoriani Roma | Centro sportivo "Giorgio Bernardi" (100 spett.)\| Arbitro: \| G. Sabbatinelli \| |
| Arbitro:                         | G. Sabbatinelli |                                     |                 |                                                                                  |

| Ferrara 6 aprile 2019, ore 15:30 | Aquile Ferrara | 0 – 40 (0-10 0-7 0-6 0-17) referto | Mastini Verona | Mike Wyatt Field (75 spett.)\| Arbitro: \| B. Jovanovic \| |
| Arbitro:                         | B. Jovanovic   |                                    |                |                                                            |

| Monfalcone 6 aprile 2019, ore 20:00 | Sentinels Isonzo | 14 – 31 (0-0 7-7 7-14 0-10) referto | Saints Padova | Stadio O. Cosulich (397 spett.)\| Arbitro: \| B. Milosevic \| |
| Arbitro:                            | B. Milosevic     |                                     |               |                                                               |

| Brescia 6 aprile 2019, ore 20:30 | Bengals Brescia | 27 – 0 (7-0 0-0 7-0 13-0) referto | Blue Storms Busto Arsizio | Centro Sportivo "Enrico Chico Nova" (200 spett.)\| Arbitro: \| F. Garlaschi \| |
| Arbitro:                         | F. Garlaschi    |                                   |                           |                                                                                |

| Desio 6 aprile 2019, ore 21:00 | Hammers Monza Brianza | 9 – 37 (7-7 2-14 0-13 0-3) referto | Rhinos Milano | The Forge (200 spett.)\| Arbitro: \| M. Bernardi \| |
| Arbitro:                       | M. Bernardi           |                                    |               |                                                     |

| Cernusco sul Naviglio 6 aprile 2019, ore 21:00 | Daemons Cernusco | 20 – 14 (d.t.s.) (7-0 0-14 7-0 0-0 6-0) referto | Skorpions Varese | C.S. Gaetano Scirea (100 spett.)\| Arbitro: \| Rizzello \| |
| Arbitro:                                       | Rizzello         |                                                 |                  |                                                            |

| Modena 7 aprile 2019, ore 14:30 | Vipers Modena | 7 – 17 (0-3 7-0 0-7 0-7) referto | Hogs Reggio Emilia | Polisportiva Saliceta San Giuliano |

#### 7ª giornata
| Pero 13 aprile 2019, ore 18:00 | Rhinos Milano | 49 – 6 (14-6 28-0 7-0 0-0) referto | Bengals Brescia | Stadio Comunale Gianni Brera (80 spett.)\| Arbitro: \| P. Moglia \| |
| Arbitro:                       | P. Moglia     |                                    |                 |                                                                     |

| Vedano Olona 13 aprile 2019, ore 18:30 | Skorpions Varese | 35 – 12 (15-0 14-0 0-0 6-12) referto | Hammers Monza Brianza | Campo Sportivo Comunale (90 spett.)\| Arbitro: \| G. Rizzello \| |
| Arbitro:                               | G. Rizzello      |                                      |                       |                                                                  |

| Castelfranco Veneto 13 aprile 2019, ore 21:00 | Cavaliers Castelfranco Veneto | 27 – 56 (0-7 7-14 7-21 13-14) referto | Mastini Verona | Cavaliers Arena (150 spett.)\| Arbitro: \| S. d'Amato \| |
| Arbitro:                                      | S. d'Amato                    |                                       |                |                                                          |

| Palermo 14 aprile 2019, ore 14:00 | Sharks Palermo | 20 – 14 (7-7 7-0 0-0 6-7) referto | Mastiffs Canavese | C.S. Tommaso Natale (0 spett.)\| Arbitro: \| Cuppari \| |
| Arbitro:                          | Cuppari        |                                   |                   |                                                         |

#### 8ª giornata
| Bologna 24 aprile 2019, ore 21:00 | Braves Bologna | 29 – 35 (6-0 6-13 10-8 7-14) referto | Hogs Reggio Emilia | KPRO Stadium (100 spett.)\| Arbitro: \| M. Americi \| |
| Arbitro:                          | M. Americi     |                                      |                    |                                                       |

| Brescia 27 aprile 2019, ore 20:30 | Bengals Brescia | 43 – 58 (14-17 14-21 7-7 8-13) referto | Skorpions Varese | Centro Sportivo "Enrico Chico Nova" (180 spett.)\| Arbitro: \| S. d'Amato \| |
| Arbitro:                          | S. d'Amato      |                                        |                  |                                                                              |

| Monfalcone 27 aprile 2019, ore 20:30 | Sentinels Isonzo | 20 – 38 (6-7 0-3 6-7 8-21) referto | Mastini Verona | Stadio O. Cosulich (196 spett.)\| Arbitro: \| B. Janovic \| |
| Arbitro:                             | B. Janovic       |                                    |                |                                                             |

| Desio 27 aprile 2019, ore 21:10 | Hammers Monza Brianza | 21 – 28 (d.t.s.) (14-7 7-0 0-0 0-14 0-7) referto | Daemons Cernusco | C.S. Comunale (200 spett.)\| Arbitro: \| Sala \| |
| Arbitro:                        | Sala                  |                                                  |                  |                                                  |

| Bienate 27 aprile 2019, ore 21:15 | Blue Storms Busto Arsizio | 7 – 24 (0-0 0-7 7-7 0-10) referto | Sharks Palermo | C.S. Bienate (100 spett.)\| Arbitro: \| A. Maghini \| |
| Arbitro:                          | A. Maghini                |                                   |                |                                                       |

| Ferrara 28 aprile 2019, ore 15:00 | Aquile Ferrara  | 0 – 24 (0-3 0-14 0-7 0-0) referto | Saints Padova | Mike Wyatt Field (75 spett.)\| Arbitro: \| G. Sabbatinelli \| |
| Arbitro:                          | G. Sabbatinelli |                                   |               |                                                               |

| Sarzana 28 aprile 2019, ore 15:10 | Red Jackets Sarzana | 6 – 47 (0-14 0-20 0-7 6-6) referto | Pretoriani Roma | C.S. Isoppo (50 spett.)\| Arbitro: \| Cuppari \| |
| Arbitro:                          | Cuppari             |                                    |                 |                                                  |

| Rivarolo Canavese 28 aprile 2019, ore 19:00 | Mastiffs Canavese | 54 – 40 (14-6 14-14 8-12 18-8) referto | Gorillas Varese | C.S. Grande Torino (100 spett.)\| Arbitro: \| Camossa \| |
| Arbitro:                                    | Camossa           |                                        |                 |                                                          |

#### 9ª giornata
| Palermo 4 maggio 2019, ore 13:30 | Sharks Palermo | 29 – 40 (7-7 9-0 13-19 0-14) referto | Rhinos Milano | C.S. Tommaso Natale\| Arbitro: \| Cuppari \| |
| Arbitro:                         | Cuppari        |                                      |               |                                              |

| Castelfranco Veneto 4 maggio 2019, ore 19:50 | Cavaliers Castelfranco Veneto | 20 – 12 (6-6 14-6 0-0 0-0) referto | Sentinels Isonzo | C.S. Comunale (50 spett.)\| Arbitro: \| S. d'Amato \| |
| Arbitro:                                     | S. d'Amato                    |                                    |                  |                                                       |

| Modena 4 maggio 2019, ore 20:00 | Vipers Modena | 21 – 12 (0-0 7-12 7-0 7-0) referto | Braves Bologna | Polisportiva Saliceta San Giuliano |

| Scandiano 4 maggio 2019, ore 20:00 | Hogs Reggio Emilia | 20 – 12 (6-6 7-0 7-0 0-6) referto | Red Jackets Sarzana | Stadio Andrea Torelli (100 spett.)\| Arbitro: \| B. Jovanovic \| |
| Arbitro:                           | B. Jovanovic       |                                   |                     |                                                                  |

| Varese 4 maggio 2019, ore 21:00 | Gorillas Varese | 21 – 6 (7-0 7-0 7-0 0-6) referto | Blue Storms Busto Arsizio | Jungle Field Nicolò De Peverelli (500 spett.) |

| Cernusco sul Naviglio 4 maggio 2019, ore 21:00 | Daemons Cernusco | 35 – 14 (21-0 0-0 7-0 7-14) referto | Bengals Brescia | C.S. Gaetano Scirea (80 spett.)\| Arbitro: \| G. Rizzello \| |
| Arbitro:                                       | G. Rizzello      |                                     |                 |                                                              |

#### 10ª giornata
| Pero 11 maggio 2019, ore 19:30 | Rhinos Milano | 33 – 7 (7-7 14-0 6-0 6-0) referto | Gorillas Varese | Stadio Comunale Gianni Brera (50 spett.) |

| Bienate 11 maggio 2019, ore 20:30 | Blue Storms Busto Arsizio | 6 – 13 (0-0 0-7 6-6 0-0) referto | Mastiffs Canavese | C.S. Bienate (50 spett.)\| Arbitro: \| A. Maghini \| |
| Arbitro:                          | A. Maghini                |                                  |                   |                                                      |

| Sarzana 12 maggio 2019, ore 15:00 | Red Jackets Sarzana | 36 – 14 (8-7 6-0 0-7 22-0) referto | Vipers Modena | C.S. Isoppo (50 spett.)\| Arbitro: \| Camossa \| |
| Arbitro:                          | Camossa             |                                    |               |                                                  |

| Ferrara 12 maggio 2019, ore 15:00 | Aquile Ferrara | 6 – 0 (0-0 6-0 0-0 0-0) referto | Cavaliers Castelfranco Veneto | Mike Wyatt Field (30 spett.)\| Arbitro: \| F. Garlaschi \| |
| Arbitro:                          | F. Garlaschi   |                                 |                               |                                                            |

| Roma 12 maggio 2019, ore 15:30 | Pretoriani Roma | 27 – 14 (7-0 13-7 7-0 0-7) referto | Hogs Reggio Emilia | C.S. Gentili (200 spett.)\| Arbitro: \| L. Ferracuti \| |
| Arbitro:                       | L. Ferracuti    |                                    |                    |                                                         |

| Cadoneghe 12 maggio 2019, ore 15:30 | Saints Padova | 21 – 20 (0-13 7-7 7-0 7-0) referto | Mastini Verona | Stadio Martin Luther King (50 spett.)\| Arbitro: \| S. d'Amato \| |
| Arbitro:                            | S. d'Amato    |                                    |                |                                                                   |

#### 11ª giornata
| Palermo 18 maggio 2019, ore 14:30 | Sharks Palermo | 20 – 31 (0-0 14-14 0-10 6-7) referto | Daemons Cernusco | C.S. Tommaso Natale\| Arbitro: \| Cuppari \| |
| Arbitro:                          | Cuppari        |                                      |                  |                                              |

| Rivarolo Canavese 18 maggio 2019, ore 18:00 | Mastiffs Canavese | 12 – 38 (6-7 6-7 0-6 0-18) referto | Rhinos Milano | C.S. Grande Torino (70 spett.)\| Arbitro: \| M. Bernardi \| |
| Arbitro:                                    | M. Bernardi       |                                    |               |                                                             |

| Monfalcone 18 maggio 2019, ore 19:52 | Sentinels Isonzo | 28 – 29 (6-14 8-8 6-0 8-7) referto | Aquile Ferrara | Stadio O. Cosulich (177 spett.)\| Arbitro: \| S. d'Amato \| |
| Arbitro:                             | S. d'Amato       |                                    |                |                                                             |

| Castelfranco Veneto 18 maggio 2019, ore 20:00 | Cavaliers Castelfranco Veneto | 0 – 34 (0-13 0-7 0-7 0-7) referto | Saints Padova | C.S. Comunale (50 spett.)\| Arbitro: \| S. Bernini \| |
| Arbitro:                                      | S. Bernini                    |                                   |               |                                                       |

| Brescia 18 maggio 2019, ore 20:35 | Bengals Brescia | 35 – 14 (7-0 14-0 0-0 14-14) referto | Hammers Monza Brianza | Centro Sportivo "Enrico Chico Nova" (100 spett.)\| Arbitro: \| Camossa \| |
| Arbitro:                          | Camossa         |                                      |                       |                                                                           |

| Modena 18 maggio 2019, ore 20:50 | Vipers Modena | 6 – 42 (0-6 0-14 6-8 0-14) referto | Pretoriani Roma | Polisportiva Saliceta San Giuliano |

| Varese 18 maggio 2019, ore 21:00 | Gorillas Varese | 6 – 14 (0-7 6-0 0-7 0-0) referto | Skorpions Varese | Jungle Field Nicolò De Peverelli (300 spett.) |

| Bologna 18 maggio 2019, ore 21:00 | Braves Bologna | 12 – 14 (0-0 0-8 6-6 6-0) referto | Red Jackets Sarzana | KPRO Stadium (25 spett.)\| Arbitro: \| R. Passalacqua \| |
| Arbitro:                          | R. Passalacqua |                                   |                     |                                                          |

#### Recuperi 2
| Desio 22 maggio 2019, ore 21:05 | Hammers Monza Brianza | 0 – 25 (0-6 0-6 0-6 0-7) referto | Mastiffs Canavese | C.S. Comunale (100 spett.)\| Arbitro: \| Zampedri \| |
| Arbitro:                        | Zampedri              |                                  |                   |                                                      |

#### 12ª giornata
| Pero 25 maggio 2019, ore 18:00 | Rhinos Milano | 28 – 0 (14-0 7-0 7-0 0-0) referto | Blue Storms Busto Arsizio | Stadio Comunale Gianni Brera (100 spett.) |

| Vedano Olona 25 maggio 2019, ore 18:30 | Skorpions Varese | 27 – 7 (0-7 13-0 7-0 7-0) referto | Mastiffs Canavese | Campo Skorpions Varese (90 spett.)\| Arbitro: \| B. Jovanivic \| |
| Arbitro:                               | B. Jovanivic     |                                   |                   |                                                                  |

| Pescantina 25 maggio 2019, ore 20:30 | Mastini Verona | 48 – 12 (7-6 0-0 28-6 13-0) referto | Cavaliers Castelfranco Veneto | Velodromo San Lorenzo (60 spett.)\| Arbitro: \| S. Bernini \| |
| Arbitro:                             | S. Bernini     |                                     |                               |                                                               |

| Cernusco sul Naviglio 25 maggio 2019, ore 21:00 | Daemons Cernusco | 32 – 0 (7-0 11-0 7-0 7-0) referto | Gorillas Varese | C.S. Gaetano Scirea (50 spett.)\| Arbitro: \| Gentile \| |
| Arbitro:                                        | Gentile          |                                   |                 |                                                          |

| Desio 25 maggio 2019, ore 21:10 | Hammers Monza Brianza | 12 – 7 (6-0 6-0 0-0 0-7) referto | Sharks Palermo | C.S. Comunale (150 spett.)\| Arbitro: \| F. Garlaschi \| |
| Arbitro:                        | F. Garlaschi          |                                  |                |                                                          |

| Roma 26 maggio 2019, ore 15:00 | Pretoriani Roma | 8 – 0 (a tavolino) referto | Braves Bologna | C.S. Gentili |

| Scandiano 26 maggio 2019, ore 15:00 | Hogs Reggio Emilia | 17 – 0 (3-0 0-0 0-0 14-0) referto | Vipers Modena | Stadio Andrea Torelli (200 spett.)\| Arbitro: \| F. Garlaschi \| |
| Arbitro:                            | F. Garlaschi       |                                   |               |                                                                  |

| Cadoneghe 26 maggio 2019, ore 15:30 | Saints Padova | 28 – 27 (7-8 14-6 7-7 0-6) referto | Sentinels Isonzo | Stadio Martin Luther King (100 spett.)\| Arbitro: \| A. Maghini \| |
| Arbitro:                            | A. Maghini    |                                    |                  |                                                                    |

### Classifiche
Le classifiche della regular season sono le seguenti:
- La qualificazione ai playoff è indicata in verde
- La qualificazione al turno di wild card è indicata in giallo

#### Classifica generale
| Pos. | Squadra                       | PCT   | G | V | P | PF  | PS  |
| ---- | ----------------------------- | ----- | - | - | - | --- | --- |
| 1    | Rhinos Milano                 | 1.000 | 8 | 8 | 0 | 279 | 80  |
| 2    | Daemons Cernusco              | .875  | 8 | 7 | 1 | 219 | 108 |
| 3    | Pretoriani Roma               | .875  | 8 | 7 | 1 | 256 | 85  |
| 4    | Hogs Reggio Emilia            | .875  | 8 | 7 | 1 | 193 | 136 |
| 5    | Mastini Verona                | .875  | 8 | 7 | 1 | 285 | 103 |
| 6    | Saints Padova                 | .875  | 8 | 7 | 1 | 219 | 132 |
| 7    | Skorpions Varese              | .750  | 8 | 6 | 2 | 193 | 139 |
| 8    | Bengals Brescia               | .500  | 8 | 4 | 4 | 241 | 228 |
| 9    | Aquile Ferrara                | .500  | 8 | 4 | 4 | 142 | 214 |
| 10   | Sharks Palermo                | .375  | 8 | 3 | 5 | 165 | 187 |
| 11   | Red Jackets Sarzana           | .375  | 8 | 3 | 5 | 102 | 199 |
| 12   | Mastiffs Canavese             | .375  | 8 | 3 | 5 | 138 | 228 |
| 13   | Hammers Monza Brianza         | .375  | 8 | 3 | 5 | 106 | 192 |
| 14   | Gorillas Varese               | .250  | 8 | 2 | 6 | 159 | 221 |
| 15   | Braves Bologna                | .250  | 8 | 2 | 6 | 133 | 188 |
| 16   | Vipers Modena                 | .125  | 8 | 1 | 7 | 111 | 187 |
| 17   | Cavaliers Castelfranco Veneto | .125  | 8 | 1 | 7 | 145 | 262 |
| 18   | Sentinels Isonzo              | .125  | 8 | 1 | 7 | 162 | 242 |
| 19   | Blue Storms Busto Arsizio     | .000  | 8 | 0 | 8 | 44  | 161 |

#### Classifica Girone A
| Pos. | Squadra                   | PCT   | G | V | P | PF  | PS  |
| ---- | ------------------------- | ----- | - | - | - | --- | --- |
| 1    | Rhinos Milano             | 1.000 | 8 | 8 | 0 | 279 | 80  |
| 2    | Daemons Cernusco          | .875  | 8 | 7 | 1 | 219 | 108 |
| 3    | Skorpions Varese          | .750  | 8 | 6 | 2 | 193 | 139 |
| 4    | Bengals Brescia           | .500  | 8 | 4 | 4 | 241 | 228 |
| 5    | Sharks Palermo            | .375  | 8 | 3 | 5 | 165 | 187 |
| 6    | Hammers Monza Brianza     | .375  | 8 | 3 | 5 | 106 | 192 |
| 7    | Mastiffs Canavese         | .375  | 8 | 3 | 5 | 138 | 228 |
| 8    | Gorillas Varese           | .250  | 8 | 2 | 6 | 159 | 221 |
| 9    | Blue Storms Busto Arsizio | .000  | 8 | 0 | 8 | 44  | 161 |

#### Classifica Girone B
| Pos. | Squadra                       | PCT  | G | V | P | PF  | PS  |
| ---- | ----------------------------- | ---- | - | - | - | --- | --- |
| 1    | Mastini Verona                | .875 | 8 | 7 | 1 | 285 | 103 |
| 2    | Saints Padova                 | .875 | 8 | 7 | 1 | 219 | 132 |
| 3    | Aquile Ferrara                | .500 | 8 | 4 | 4 | 142 | 214 |
| 4    | Sentinels Isonzo              | .125 | 8 | 1 | 7 | 162 | 242 |
| 5    | Cavaliers Castelfranco Veneto | .125 | 8 | 1 | 7 | 145 | 262 |

#### Classifica Girone C
| Pos. | Squadra             | PCT  | G | V | P | PF  | PS  |
| ---- | ------------------- | ---- | - | - | - | --- | --- |
| 1    | Pretoriani Roma     | .875 | 8 | 7 | 1 | 256 | 85  |
| 2    | Hogs Reggio Emilia  | .875 | 8 | 7 | 1 | 193 | 136 |
| 3    | Red Jackets Sarzana | .375 | 8 | 3 | 5 | 102 | 199 |
| 4    | Braves Bologna      | .250 | 8 | 2 | 6 | 133 | 188 |
| 5    | Vipers Modena       | .125 | 8 | 1 | 7 | 111 | 187 |

## Playoff

### Tabellone
|  | Wild card           | Wild card       |                    |                    | Quarti di finale | Quarti di finale |               |               | Semifinali | Semifinali |  |  | XXVI Silver Bowl | XXVI Silver Bowl |
|  |                     |                 |                    |                    |                  |                  |               |               |            |            |  |  |                  |                  |
|  |                     |                 |                    |                    | 15 giugno 2019   |                  |               |               |            |            |  |  |                  |                  |
|  | 8 giugno 2019       |                 |                    |                    |                  |                  |               |               |            |            |  |  |                  |                  |
|  | Rhinos Milano       | 49              |                    |                    |                  |                  |               |               |            |            |  |  |                  |                  |
|  | Rhinos Milano       | 49              | Bengals Brescia    | 49                 | 23 giugno 2019   | 23 giugno 2019   |               |               |            |            |  |  |                  |                  |
|  |                     | Bengals Brescia | Bengals Brescia    | 49                 | 23 giugno 2019   | 23 giugno 2019   | 0             |               |            |            |  |  |                  |                  |
|  | Aquile Ferrara      | Bengals Brescia | 14                 |                    | Rhinos Milano    | 27               | 0             |               |            |            |  |  |                  |                  |
|  | Aquile Ferrara      | 15 giugno 2019  | 14                 |                    | Rhinos Milano    | 27               |               |               |            |            |  |  |                  |                  |
|  | 8 giugno 2019       | 8 giugno 2019   |                    | Hogs Reggio Emilia | 9                |                  |               |               |            |            |  |  |                  |                  |
|  | 8 giugno 2019       | 8 giugno 2019   | Hogs Reggio Emilia | Hogs Reggio Emilia | 9                | 34               |               |               |            |            |  |  |                  |                  |
|  | Mastini Verona      | 35              | Hogs Reggio Emilia |                    |                  | 34               | 6 luglio 2019 | 6 luglio 2019 |            |            |  |  |                  |                  |
|  | Mastini Verona      | 35              |                    | Mastini Verona     | 0                |                  | 6 luglio 2019 | 6 luglio 2019 |            |            |  |  |                  |                  |
|  | Mastiffs Canavese   | 0               |                    | Mastini Verona     | 0                | Rhinos Milano    | 24            |               |            |            |  |  |                  |                  |
|  | Mastiffs Canavese   | 0               | 15 giugno 2019     |                    |                  | Rhinos Milano    | 24            |               |            |            |  |  |                  |                  |
|  | 8 giugno 2019       | 8 giugno 2019   |                    | Pretoriani Roma    | 21               |                  |               |               |            |            |  |  |                  |                  |
|  | 8 giugno 2019       | 8 giugno 2019   | Daemons Cernusco   | Pretoriani Roma    | 21               | 36               |               |               |            |            |  |  |                  |                  |
|  | Skorpions Varese    | 13              | Daemons Cernusco   | 23 giugno 2019     | 23 giugno 2019   | 36               |               |               |            |            |  |  |                  |                  |
|  | Skorpions Varese    | 13              |                    | 23 giugno 2019     | 23 giugno 2019   | Skorpions Varese | 0             |               |            |            |  |  |                  |                  |
|  | Sharks Palermo      | 7               |                    | Daemons Cernusco   | 21               | Skorpions Varese | 0             |               |            |            |  |  |                  |                  |
|  | Sharks Palermo      | 7               | 16 giugno 2019     | Daemons Cernusco   | 21               |                  |               |               |            |            |  |  |                  |                  |
|  | 8 giugno 2019       | 8 giugno 2019   |                    | Pretoriani Roma    | 29               |                  |               |               |            |            |  |  |                  |                  |
|  | 8 giugno 2019       | 8 giugno 2019   | Pretoriani Roma    | Pretoriani Roma    | 29               | 28               |               |               |            |            |  |  |                  |                  |
|  | Saints Padova       | 33              | Pretoriani Roma    |                    |                  | 28               |               |               |            |            |  |  |                  |                  |
|  | Saints Padova       | 33              |                    | Saints Padova      | 14               |                  |               |               |            |            |  |  |                  |                  |
|  | Red Jackets Sarzana | 30              |                    | Saints Padova      | 14               |                  |               |               |            |            |  |  |                  |                  |
|  | Red Jackets Sarzana | 30              |                    |                    |                  |                  |               |               |            |            |  |  |                  |                  |

### Wild Card
| Cadoneghe 8 giugno 2019, ore 20:00 | Saints Padova | 33 – 30 (7-6 17-8 6-0 3-16) referto | Red Jackets Sarzana | Stadio Martin Luther King (200 spett.)\| Arbitro: \| S. Bernini \| |
| Arbitro:                           | S. Bernini    |                                     |                     |                                                                    |

| Brescia 8 giugno 2019, ore 20:30 | Bengals Brescia | 49 – 14 (7-7 14-7 14-0 14-0) referto | Aquile Ferrara | Centro Sportivo "Enrico Chico Nova" (180 spett.)\| Arbitro: \| Camossa \| |
| Arbitro:                         | Camossa         |                                      |                |                                                                           |

| Pescantina 8 giugno 2019, ore 20:45 | Mastini Verona | 35 – 0 (14-0 7-0 14-0 0-0) referto | Mastiffs Canavese | Velodromo San Lorenzo (150 spett.)\| Arbitro: \| Sala \| |
| Arbitro:                            | Sala           |                                    |                   |                                                          |

| Vedano Olona 8 giugno 2019, ore 21:30 | Skorpions Varese | 13 – 7 (7-0 0-0 0-0 6-7) referto | Sharks Palermo | Campo Sportivo Comunale (130 spett.)\| Arbitro: \| M. Bernardi \| |
| Arbitro:                              | M. Bernardi      |                                  |                |                                                                   |

### Quarti di finale
| Pero 15 giugno 2019, ore 18:00 | Rhinos Milano | 49 – 0 (27-0 13-0 3-0 6-0) referto | Bengals Brescia | Stadio Comunale Gianni Brera (100 spett.)\| Arbitro: \| P. Moglia \| |
| Arbitro:                       | P. Moglia     |                                    |                 |                                                                      |

| Scandiano 15 giugno 2019, ore 20:30 | Hogs Reggio Emilia | 34 – 0 (14-0 13-0 7-0 0-0) referto | Mastini Verona | Stadio Andrea Torelli (200 spett.)\| Arbitro: \| Tomaz \| |
| Arbitro:                            | Tomaz              |                                    |                |                                                           |

| Cernusco sul Naviglio 15 giugno 2019, ore 21:00 | Daemons Cernusco | 36 – 0 (0-0 12-0 17-0 7-0) referto | Skorpions Varese | C.S. Gaetano Scirea (400 spett.)\| Arbitro: \| Maghini \| |
| Arbitro:                                        | Maghini          |                                    |                  |                                                           |

| Roma 16 giugno 2019, ore 15:05 | Pretoriani Roma | 28 – 14 (14-0 0-7 7-0 7-7) referto | Saints Padova | C.S. Gentili (300 spett.)\| Arbitro: \| F. Garlaschi \| |
| Arbitro:                       | F. Garlaschi    |                                    |               |                                                         |

### Semifinali
| Cernusco sul Naviglio 23 giugno 2019, ore 15:00 | Daemons Cernusco | 21 – 29 (7-0 0-10 7-0 7-19) referto | Pretoriani Roma | C.S. Gaetano Scirea (200 spett.)\| Arbitro: \| Zampedri \| |
| Arbitro:                                        | Zampedri         |                                     |                 |                                                            |

| Pero 23 giugno 2019, ore 18:00 | Rhinos Milano | 27 – 9 (7-0 7-0 7-3 6-6) referto | Hogs Reggio Emilia | Stadio Comunale Gianni Brera (100 spett.)\| Arbitro: \| A. Maghini \| |
| Arbitro:                       | A. Maghini    |                                  |                    |                                                                       |

### XXVI Silver Bowl
| Arbitri: | Sala Buran Colombo Chiello Cuppari Bernini Pagani |

| |           | |
| P. Elmi 9':18" Q1 (TD) 25yd pass from R. Ines G. Arioli Q1 (pat) G. Arioli 2':15" Q1 (FG) 30yd C. Gerges 1':02" Q3 (TD) 2yd run G. Arioli Q3 (pat) D. Gogat 1':09" Q4 (TD) 3yd run G. Arioli Q4 (pat) | Marcatori | L. Sensi 1':05" Q2 (TD) 5yd run L. Nesci 8':04" Q3 (saf) sack at 0yd L. d'Ottavi 4':53" Q3 (TD) 6yd run A. di Giorgio Q3 (pat) T. Alivernini 8':10" Q4 (TD) 6yd run |

## Verdetti
- Rhinos Milano Vincitori del Silver Bowl 2019

## Marcatori
| Giocatore     | Sq.                       | TD rush      | TD recv      | TD int       | TD p.ret     | TD k.ret     | TD oth       | Xp1          | Xp2          | FG           | Saf          | Totale |
| ------------- | ------------------------- | ------------ | ------------ | ------------ | ------------ | ------------ | ------------ | ------------ | ------------ | ------------ | ------------ | ------ |
| G. Arioli     | Rhinos Milano             | 0+0          | 7+1          | 0+0          | 0+0          | 0+0          | 0+0          | 31+10        | 0+0          | 3+1          | 0+0          | 101    |
| A. di Giorgio | Pretoriani Roma           | 8+1          | 0+0          | 0+0          | 0+0          | 0+0          | 0+0          | 22+7         | 2+0          | 2+1          | 0+0          | 96     |
| M. Savoia     | Mastini Verona            | 11+2         | 2+0          | 0+0          | 0+0          | 0+0          | 0+0          | 0+0          | 0+1          | 0+0          | 0+0          | 92     |
| T. Alivernini | Pretoriani Roma           | 10+3         | 0+0          | 0+0          | 0+0          | 0+0          | 0+0          | 0+0          | 0+0          | 0+0          | 0+0          | 78     |
| R. Petrolati  | Saints Padova             | 0+0          | 6+0          | 0+0          | 0+0          | 0+0          | 0+0          | 22+4         | 0+0          | 3+2          | 0+0          | 77     |
| P. Elmi       | Rhinos Milano             | 2+2          | 5+2          | 0+0          | 0+0          | 0+0          | 0+0          | 0+0          | 0+0          | 0+0          | 0+0          | 66     |
| M. Agostinis  | Sentinels Isonzo          | 0            | 10           | 0            | 0            | 0            | 0            | 0            | 1            | 0            | 0            | 62     |
| 4 giocatori   | 4 giocatori               | 4 giocatori  | 4 giocatori  | 4 giocatori  | 4 giocatori  | 4 giocatori  | 4 giocatori  | 4 giocatori  | 4 giocatori  | 4 giocatori  | 4 giocatori  | 60     |
| A. Romagnoli  | Aquile Ferrara            | 7+0          | 0+0          | 0+0          | 0+0          | 0+0          | 0+0          | 8+2          | 0+0          | 2+0          | 0+0          | 58     |
| A. Montana    | Daemons Cernusco          | 1+0          | 7+1          | 0+0          | 0+0          | 0+0          | 0+0          | 0+0          | 1+0          | 0+0          | 0+0          | 56     |
| 2 giocatori   | 2 giocatori               | 2 giocatori  | 2 giocatori  | 2 giocatori  | 2 giocatori  | 2 giocatori  | 2 giocatori  | 2 giocatori  | 2 giocatori  | 2 giocatori  | 2 giocatori  | 52     |
| S. Carella    | Saints Padova             | 7+1          | 0+0          | 0+0          | 0+0          | 0+0          | 0+0          | 0+0          | 1+0          | 0+0          | 0+0          | 50     |
| 3 giocatori   | 3 giocatori               | 3 giocatori  | 3 giocatori  | 3 giocatori  | 3 giocatori  | 3 giocatori  | 3 giocatori  | 3 giocatori  | 3 giocatori  | 3 giocatori  | 3 giocatori  | 48     |
| 3 giocatori   | 3 giocatori               | 3 giocatori  | 3 giocatori  | 3 giocatori  | 3 giocatori  | 3 giocatori  | 3 giocatori  | 3 giocatori  | 3 giocatori  | 3 giocatori  | 3 giocatori  | 44     |
| 6 giocatori   | 6 giocatori               | 6 giocatori  | 6 giocatori  | 6 giocatori  | 6 giocatori  | 6 giocatori  | 6 giocatori  | 6 giocatori  | 6 giocatori  | 6 giocatori  | 6 giocatori  | 42     |
| Ferri         | Braves Bologna            | 0            | 5            | 0            | 0            | 0            | 0            | 8            | 0            | 1            | 0            | 41     |
| R. de Micheli | Skorpions Varese          | 0            | 6            | 0            | 0            | 0            | 0            | 0            | 2            | 0            | 0            | 40     |
| L. Greselin   | Daemons Cernusco          | 0+0          | 0+2          | 0+0          | 0+0          | 0+0          | 0+0          | 12+6         | 0+0          | 2+1          | 0+0          | 39     |
| 2 giocatori   | 2 giocatori               | 2 giocatori  | 2 giocatori  | 2 giocatori  | 2 giocatori  | 2 giocatori  | 2 giocatori  | 2 giocatori  | 2 giocatori  | 2 giocatori  | 2 giocatori  | 38     |
| 4 giocatori   | 4 giocatori               | 4 giocatori  | 4 giocatori  | 4 giocatori  | 4 giocatori  | 4 giocatori  | 4 giocatori  | 4 giocatori  | 4 giocatori  | 4 giocatori  | 4 giocatori  | 36     |
| Cebotaru      | Hogs Reggio Emilia        | 0+0          | 0+0          | 0+0          | 0+0          | 0+0          | 0+0          | 18+4         | 0+0          | 3+1          | 0+0          | 34     |
| G. d'Arpa     | Sharks Palermo            | 0+0          | 0+0          | 1+0          | 0+0          | 0+0          | 0+0          | 10+1         | 0+0          | 5+0          | 0+0          | 32     |
| 7 giocatori   | 7 giocatori               | 7 giocatori  | 7 giocatori  | 7 giocatori  | 7 giocatori  | 7 giocatori  | 7 giocatori  | 7 giocatori  | 7 giocatori  | 7 giocatori  | 7 giocatori  | 30     |
| Pena Paredes  | Red Jackets Sarzana       | 0+0          | 2+2          | 0+0          | 0+0          | 0+0          | 0+0          | 0+0          | 2+0          | 0+0          | 0+0          | 28     |
| 3 giocatori   | 3 giocatori               | 3 giocatori  | 3 giocatori  | 3 giocatori  | 3 giocatori  | 3 giocatori  | 3 giocatori  | 3 giocatori  | 3 giocatori  | 3 giocatori  | 3 giocatori  | 26     |
| 13 giocatori  | 13 giocatori              | 13 giocatori | 13 giocatori | 13 giocatori | 13 giocatori | 13 giocatori | 13 giocatori | 13 giocatori | 13 giocatori | 13 giocatori | 13 giocatori | 24     |
| 2 giocatori   | 2 giocatori               | 2 giocatori  | 2 giocatori  | 2 giocatori  | 2 giocatori  | 2 giocatori  | 2 giocatori  | 2 giocatori  | 2 giocatori  | 2 giocatori  | 2 giocatori  | 22     |
| D. Tagkalis   | Daemons Cernusco          | 1+1          | 1+0          | 0+0          | 0+0          | 0+0          | 0+0          | 0+0          | 1+0          | 0+0          | 0+0          | 20     |
| G. Leo        | Vipers Modena             | 0            | 1            | 0            | 0            | 0            | 0            | 9            | 2            | 0            | 0            | 19     |
| 13 giocatori  | 13 giocatori              | 13 giocatori | 13 giocatori | 13 giocatori | 13 giocatori | 13 giocatori | 13 giocatori | 13 giocatori | 13 giocatori | 13 giocatori | 13 giocatori | 18     |
| T. Passerini  | Pretoriani Roma           | 0+0          | 1+1          | 0+0          | 0+0          | 0+0          | 0+0          | 0+0          | 2+0          | 0+0          | 0+0          | 16     |
| 4 giocatori   | 4 giocatori               | 4 giocatori  | 4 giocatori  | 4 giocatori  | 4 giocatori  | 4 giocatori  | 4 giocatori  | 4 giocatori  | 4 giocatori  | 4 giocatori  | 4 giocatori  | 14     |
| A. Postè      | Blue Storms Busto Arsizio | 1            | 0            | 0            | 0            | 0            | 0            | 1            | 0            | 2            | 0            | 13     |
| 20 giocatori  | 20 giocatori              | 20 giocatori | 20 giocatori | 20 giocatori | 20 giocatori | 20 giocatori | 20 giocatori | 20 giocatori | 20 giocatori | 20 giocatori | 20 giocatori | 12     |
| 2 giocatori   | 2 giocatori               | 2 giocatori  | 2 giocatori  | 2 giocatori  | 2 giocatori  | 2 giocatori  | 2 giocatori  | 2 giocatori  | 2 giocatori  | 2 giocatori  | 2 giocatori  | 11     |
| N. de Vecchi  | Rhinos Milano             | 0+0          | 1+0          | 0+0          | 0+0          | 0+0          | 0+0          | 1+0          | 0+0          | 0+1          | 0+0          | 10     |
| 2 giocatori   | 2 giocatori               | 2 giocatori  | 2 giocatori  | 2 giocatori  | 2 giocatori  | 2 giocatori  | 2 giocatori  | 2 giocatori  | 2 giocatori  | 2 giocatori  | 2 giocatori  | 9      |
| 2 giocatori   | 2 giocatori               | 2 giocatori  | 2 giocatori  | 2 giocatori  | 2 giocatori  | 2 giocatori  | 2 giocatori  | 2 giocatori  | 2 giocatori  | 2 giocatori  | 2 giocatori  | 8      |
| 2 giocatori   | 2 giocatori               | 2 giocatori  | 2 giocatori  | 2 giocatori  | 2 giocatori  | 2 giocatori  | 2 giocatori  | 2 giocatori  | 2 giocatori  | 2 giocatori  | 2 giocatori  | 7      |
| 60 giocatori  | 60 giocatori              | 60 giocatori | 60 giocatori | 60 giocatori | 60 giocatori | 60 giocatori | 60 giocatori | 60 giocatori | 60 giocatori | 60 giocatori | 60 giocatori | 6      |
| 11 giocatori  | 11 giocatori              | 11 giocatori | 11 giocatori | 11 giocatori | 11 giocatori | 11 giocatori | 11 giocatori | 11 giocatori | 11 giocatori | 11 giocatori | 11 giocatori | 2      |
| 3 giocatori   | 3 giocatori               | 3 giocatori  | 3 giocatori  | 3 giocatori  | 3 giocatori  | 3 giocatori  | 3 giocatori  | 3 giocatori  | 3 giocatori  | 3 giocatori  | 3 giocatori  | 1      |

- Miglior marcatore della stagione regolare: G. Arioli ( Rhinos Milano), 82
- Miglior marcatore dei playoff: P. Elmi ( Rhinos Milano), 24
- Miglior marcatore della stagione: G. Arioli ( Rhinos Milano), 101

## Passer rating
La classifica tiene in considerazione soltanto i quarterback con almeno 10 lanci effettuati ed è calcolata sul rating NCAA.
| Giocatore        | Sq.                           | G   | Att    | Comp   | Int  | Yds      | TD   | NFL    | NCAA   |
| ---------------- | ----------------------------- | --- | ------ | ------ | ---- | -------- | ---- | ------ | ------ |
| L. Colombo       | Rhinos Milano                 | 1+1 | 12+4   | 10+3   | 0+0  | 83+37    | 1+1  | 137,50 | 185,50 |
| R. Ines          | Rhinos Milano                 | 8+3 | 167+61 | 98+39  | 5+0  | 1516+646 | 19+4 | 116,15 | 168,64 |
| Fa. Ferrari      | Gorillas Varese               | 5   | 110    | 75     | 6    | 901      | 12   | 106,67 | 162,08 |
| D. Turotti       | Bengals Brescia               | 8+2 | 183+18 | 78+11  | 8+0  | 1347+264 | 17+4 | 90,62  | 138,12 |
| G. Micheli       | Skorpions Varese              | 8+2 | 148+53 | 87+31  | 10+4 | 1305+318 | 17+1 | 81,33  | 137,18 |
| S. Breggiè       | Saints Padova                 | 7+2 | 103+34 | 46+14  | 6+3  | 836+213  | 12+5 | 82,69  | 135,92 |
| E. Minuti        | Daemons Cernusco              | 5   | 32     | 20     | 4    | 230      | 3    | 75,78  | 128,81 |
| P. Elmi          | Rhinos Milano                 | 5+2 | 17+10  | 12+5   | 1+0  | 113+68   | 1+0  | 79,40  | 124,09 |
| Conticello       | Braves Bologna                | 7   | 114    | 43     | 4    | 808      | 11   | 80,59  | 122,08 |
| J. Baidal Macias | Daemons Cernusco              | 7+2 | 211+45 | 102+26 | 6+4  | 1243+438 | 11+3 | 73,06  | 115,39 |
| D. Ianniello     | Pretoriani Roma               | 7+3 | 79+42  | 39+18  | 1+4  | 547+246  | 4+2  | 65,27  | 110,26 |
| A. Arduini       | Sentinels Isonzo              | 8   | 290    | 133    | 8    | 1653     | 19   | 74,40  | 109,85 |
| C. Carminati     | Mastini Verona                | 6   | 107    | 38     | 5    | 542      | 13   | 72,90  | 108,81 |
| R. Cavallino     | Aquile Ferrara                | 5   | 136    | 74     | 8    | 742      | 6    | 60,36  | 103,04 |
| M. Costantini    | Red Jackets Sarzana           | 4   | 84     | 40     | 5    | 450      | 4    | 55,16  | 96,43  |
| F. Radice        | Hammers Monza Brianza         | 8   | 123    | 46     | 11   | 664      | 10   | 45,58  | 91,69  |
| L. Abbadessa     | Sharks Palermo                | 8+1 | 197+14 | 77+7   | 11+0 | 1115+94  | 9+0  | 51,63  | 91,59  |
| A. Geremia       | Cavaliers Castelfranco Veneto | 8   | 209    | 87     | 6    | 990      | 9    | 58,90  | 89,89  |
| Buchi            | Red Jackets Sarzana           | 5+1 | 120+22 | 41+11  | 8+2  | 527+286  | 5+3  | 45,89  | 89,22  |
| G. Giorgetti     | Gorillas Varese               | 3   | 82     | 38     | 5    | 405      | 2    | 44,00  | 83,68  |
| Ruozzi           | Hogs Reggio Emilia            | 8+2 | 58+17  | 23+6   | 2+2  | 327+73   | 1+0  | 38,75  | 77,20  |
| Malta            | Vipers Modena                 | 8   | 204    | 80     | 15   | 974      | 7    | 35,46  | 75,94  |
| L. Piva          | Cavaliers Castelfranco Veneto | 2   | 20     | 9      | 1    | 57       | 1    | 47,92  | 75,44  |
| A. Golfieri      | Aquile Ferrara                | 4+1 | 56+29  | 25+14  | 2+1  | 184+130  | 1+0  | 44,93  | 73,74  |
| L. d'Ottavi      | Pretoriani Roma               | 6+3 | 15+8   | 5+3    | 1+0  | 69+31    | 0+0  | 49,18  | 71,30  |
| Gementi          | Blue Storms Busto Arsizio     | 7   | 126    | 50     | 10   | 499      | 2    | 23,88  | 62,31  |
| G. Tinti         | Bengals Brescia               | 2+2 | 2+12   | 0+3    | 0+1  | 0+64     | 0+0  | 16,37  | 45,54  |
| F. Nicoletti     | Mastiffs Canavese             | 5   | 28     | 9      | 1    | 57       | 0    | 26,49  | 42,10  |
| M. Masini        | Skorpions Varese              | 3+1 | 10+1   | 3+0    | 1+0  | 40+0     | 0+0  | 4,36   | 39,64  |
| M. Ghelfi        | Red Jackets Sarzana           | 2   | 37     | 7      | 2    | 98       | 1    | 26,07  | 39,28  |
| F. Marelli       | Hammers Monza Brianza         | 2   | 12     | 4      | 1    | 23       | 0    | 7,64   | 32,77  |
| A. Calandruccio  | Mastiffs Canavese             | 5+1 | 58+11  | 11+2   | 5+2  | 154+20   | 1+0  | 4,83   | 24,52  |
| G. Pavoni        | Mastini Verona                | 2+2 | 20+20  | 4+3    | 1+5  | 55+22    | 1+0  | 8,33   | 11,92  |

- Miglior QB della stagione regolare: L. Colombo ( Rhinos Milano), 168,93
- Miglior QB dei playoff: Buchi ( Red Jackets Sarzana), 186,02
- Miglior QB della stagione: L. Colombo ( Rhinos Milano), 185,50